# Amoskeag Company
Die Amsokeag Company war ein amerikanisches Holdingunternehmen im Textilbereich und im Schienenverkehr. Es wurde von der Familie Dumaine beherrscht.

## Geschichte
Das Textilunternehmen Amoskeag Manufacturing Company in Manchester (New Hampshire) hatte bis nach dem Ende des Ersten Weltkrieges stark prosperiert. Es zeichnete sich jedoch Mitte der 1920er Jahre ab, dass das Wachstum in der Textilindustrie nachlassen würde. Um die erwirtschafteten finanziellen Mittel vor einem etwaigen Kollaps zu retten, schuf 1925 der Finanzchef des Unternehmens Frederic C. Dumaine Sr. (geboren 1866) die Amoskeag Company als eine Art Holding. Zur gleichen Zeit schuf er die Dumaine-Stiftungen für seine sieben Kindern, die im Auftrag der Kinder und Enkel die Unternehmensanteile verwaltete. Daneben verwalteten die Stiftungen ab 1966 auch die Arthur T. Walker Estate Corporation. Das nicht für den täglichen Betrieb benötigtes Kapital wurde aus der Amoskeag Manufacturing Company abgezogen, nicht weiter investiert und in der Amoskeag Company gesammelt. In Folge der Weltwirtschaftskrise gingen die Verkäufe drastisch zurück und 1935 wurde die Textilfabrik geschlossen.
Ab Ende der 1940er und in den 1950er Jahren begann die Amoskeag Company mit den zur Verfügung stehenden Barmitteln (u. a. 5 Millionen aus dem Verkauf der Textilfabrik) vor allem in Bahngesellschaften in Neuengland zu investieren. Mit Hilfe von Patrick B. McGinnis beteiligte sich das Unternehmen 1948 an der New York, New Haven and Hartford Railroad (New Haven) und Frederick C. Dumaine Sr. wurde Präsident der Gesellschaft.
1951 starb Frederick C. Dumaine Sr. und sein Sohn Frederick C. „Buck“ Dumaine Jr. (1902–1997) übernahm die Leitung des Unternehmens und der Stiftungen.
Nach einem verlorenen Proxy-Fight gegen McGinnis 1954 wurde die Beteiligung an der New Haven aufgegeben. Das bis dahin als Zusammenschluss der Stiftungen und einzelner Anteilseigner organisierte Unternehmen wurde 1965 zu einer in Delaware registrierten Corporation umgeformt. 1966 beteiligte sich das Unternehmen an der Delaware and Hudson Railroad, in den Jahren 1966–67 war Dumaine Präsident und Chairman der Gesellschaft. Gleichzeitig beteiligte sich das Unternehmen an der Maine Central Railroad und hielt zuletzt rund 35 %, eine Kontrolle des Unternehmens wurde jedoch von diesem abgewehrt. 1969 erwarb die Amoskeag Company für 5 Millionen Dollar die Bangor and Aroostook Railroad von Bangor Punta. Weitere Beteiligungen wurden an der Middlesex and Boston Street Railway, der Springfield Street Railway und der Worchester Bus Co. bis in die 1970er bzw. Anfang der 1980er Jahre gehalten.
Durch die Konkurrenz des Lastwagenverkehrs und den Niedergang der produzierenden Industrie gerieten auch die Bahngesellschaften im Nordosten in wirtschaftliche Schwierigkeiten. Die Boston and Maine Corporation, an der die Amoskeag Anleihen hielt, war seit 1970 in Konkursverwaltung. In dieser Situation machte Frederick Dumaine 1974 den Vorschlag die Bangor & Aroostock, die Boston & Maine, die Delaware & Hudson und die Maine Central Railroad zu einer Bahngesellschaft zusammenzuschließen. Dieser Vorschlag wurde jedoch nicht umgesetzt. Die Beteiligungen an den Bahngesellschaften wurden deshalb bis auf den Besitz der Bangor & Aroostock wieder veräußert oder im Rahmen von Unternehmensreorganisationen obsolet.
Weitere Beteiligungen der Amoskeag Company waren die Avis Autovermietung von 1958 bis 1962 sowie der Lebensmittelproduzent Fanny Farmer von 1962 bis 1984 sowie die Moores Falls Corporation und die Westville Homes Corporation.
Ab Mitte der 1970er Jahre gab es familieninternen Streit bezüglich der Ausrichtung der Unternehmen. Da die Aufsichtsräte der Stiftungen vielfach noch von Frederic Dumaine Sr. eingesetzt wurden, war die Leitung der Stiftungen stark überaltert. So übernahmen die Stiftungsmanager weitgehend die Herrschaft über die Amoskeag Company.
Mit dem Erwerb des Textilbetriebes Fieldcrest Mills von Marshall Field & Co. 1953 begann das Unternehmen auch wieder im Textilbereich aktiv zu werden. 1986 wurde Fieldcrest mit der erworbenen Cannon Mills zu Fieldcrest Cannon fusioniert. Ab diesem Zeitpunkt war das Unternehmen für 98 % des Umsatzes von Amoskeag zuständig. Durch Differenzen zwischen den Begünstigten der Dumaine-Stiftungen und dem Stiftungsmanagement wurde Anfang 1993 die Beteiligung an Fieldcrest Cannon und Amoskeag in Frage gestellt. Zu diesem Zeitpunkt hatten die Stiftungen ein Stimmrecht von 76 % der Amoskeag Company und Amoskeag kontrollierte 80 % der Stimmrechtsaktien.
Kurze Zeit darauf gab unter anderem der Konkurrent Springs Industries bekannt, dass er Fieldcrest Cannon für 330 Millionen Dollar erwerben würde. All diese Angebote wurden abgelehnt. Das Unternehmen erwog auch Amoskeag zu erwerben. Dies wurde von den Dumaine-Stiftungen abgelehnt.
Schließlich entschloss sich Fieldcrest Cannon die Amoskeag Company für 137,6 Millionen Dollar zu erwerben um etwaige Übernahmeversuche bzw. Verkaufsabsichten der Stiftungen zu verhindern.
Die Amoskeag Company wurde somit von einer Holdinggesellschaft zu einer Tochtergesellschaft. 1995 wurde die noch im Besitz befindliche Bangor and Aroostock Railroad an die Iron Road Railways verkauft.
1997 wurde Fieldcrest Cannon von der Pillowtex Corporation übernommen. Pillowtex musste 2003 Konkurs anmelden und wurde 2007 zerschlagen.

## Unternehmensleitung

### Präsident
- bis 1939: George P. Gardner
- 1939–1946: Frederic C. Dumaine Sr.
- 1946–1978: Frederic C. Dumaine Jr. (auch CEO)
- 1978–1980 Dudley Dumaine (CEO)
- 1980–1985: Joseph B. Ely II
- Januar 1986–Oktober 1990: James M. Fitzgibbons (CEO bis 2. Juli 1992)
- 2. Juli 1992–1993: W. Randle Mitchell Jr. (auch CEO)

### Chairman of the Board
- 1946–1951: Frederic C. Dumaine Sr.
- 1951–1979: Frederic C. Dumaine Jr.
- 1980–1983: Albert Barker Hunt (1910–2009)[3]
- 1983–1990: Joseph B. Ely II
- 1990–1993: James M. Fitzgibbons